# Shiroishi-ku (Sapporo)
Shiroishi-ku (jap. 白石区) ist einer von zehn Stadtbezirken (ku) von Sapporo, der Hauptstadt der japanischen Präfektur Hokkaidō. Er ist 34,47 km² groß und liegt östlich des Stadtzentrums. Im Norden grenzt er an Kita-ku, im Nordosten an die Stadt Ebetsu, im Osten an Atsubetsu-ku, im Südosten an Kiyota-ku, im Süden an Toyohira-ku und im Westen an Chūō-ku.

## Geographie
Der Stadtbezirk erstreckt sich über eine Ebene zwischen den Flüssen Toyohira und Atsubetsu, welche die westliche bzw. östliche Bezirksgrenze bilden. Nennenswerte Erhebungen oder sonstige topografische Besonderheiten gibt es keine.

## Geschichte
Der Name des Stadtbezirks erinnert an die Burg Shiroishi, die in der gleichnamigen Stadt in der Präfektur Miyagi liegt. Der Samurai Katakura Kuninori, das Oberhaupt der dort ansässigen Katakura-Familie, hatte im Boshin-Krieg auf der Seite der Tokugawa gekämpft. Zwei Jahre nach ihrer Niederlage emigrierte er nach Hokkaidō, ließ sich 1871 hier mit Weggefährten nieder und gründete das Dorf Shiroishi. Ein Teil der Siedler zog ein paar Kilometer weiter und gründete 1874 ein zweites Dorf namens Shin-Shiroishi. Beide Dörfer schlossen sich 1902 zur Gemeinde Shiroishi zusammen.
1889 wurde die Hauptstraße zwischen Sapporo und Ebetsu eröffnet, 1890 die Brücke über den Toyohira. 1903 folgte die Eröffnung des Bahnhofs Shiroishi an der Hakodate-Hauptlinie. Dieser Bahnhof wiederum war ab 1918 Ausgangspunkt der Jōzankei-Bahnlinie, 1926 kam die Chitose-Linie nach Tomakomai hinzu. Aufgrund der guten Erreichbarkeit stieg die Einwohnerzahl von Shiroishi rasch an. Am 25. Juli 1950 fusionierte die Gemeinde mit der benachbarten Stadt Sapporo. Am 1. April 1972 entstand durch Regierungsbeschluss der Bezirk Shiroishi-ku. Sieben Jahre nach der Stilllegung der Jōzankei-Bahnlinie erhielt der Bezirk 1976 Anschluss ans U-Bahn-Netz.
Am 6. November 1989 schuf die Regierung aus dem östlich des Flusses Atsubetsu gelegenen Bezirksteil den neuen Bezirk Atsubetsu-ku. 2003 entstand auf dem Gelände des früheren Bahnhofs Higashisapporo das Sapporo Convention Center.

## Verkehr
Durch Shiroishi-ku verläuft in West-Ost-Richtung die Nationalstraße 12 von Sapporo nach Asahikawa. Durch den Bezirk führt auch die Hokkaidō-Autobahn nach Muroran und Nayoro. Ebenso ist Shiroishi-ku der östliche Endpunkt der Sasson-Autobahn nach Otaru.
In diesem Bezirk befinden sich die Bahnhöfe Shiroishi an der Hakodate-Hauptlinie nach Asahikawa sowie Heiwa an der davon abzweigenden Chitose-Linie nach Chitose und Tomakomai. Ganz im Süden des Bezirks verläuft die Tōzai-Linie der U-Bahn Sapporo mit den Bahnhöfen Kikusui, Higashi-Sapporo, Shiroishi, Nangō-nana-chōme, Nangō-jūsan-chōme und Nangō-jūhatchōme.

## Sehenswürdigkeiten
- Brauerei von Asahi Beer
- Kawashimo-Park
- Sapporo Convention Center
- Sapporo Ryūtsū Center

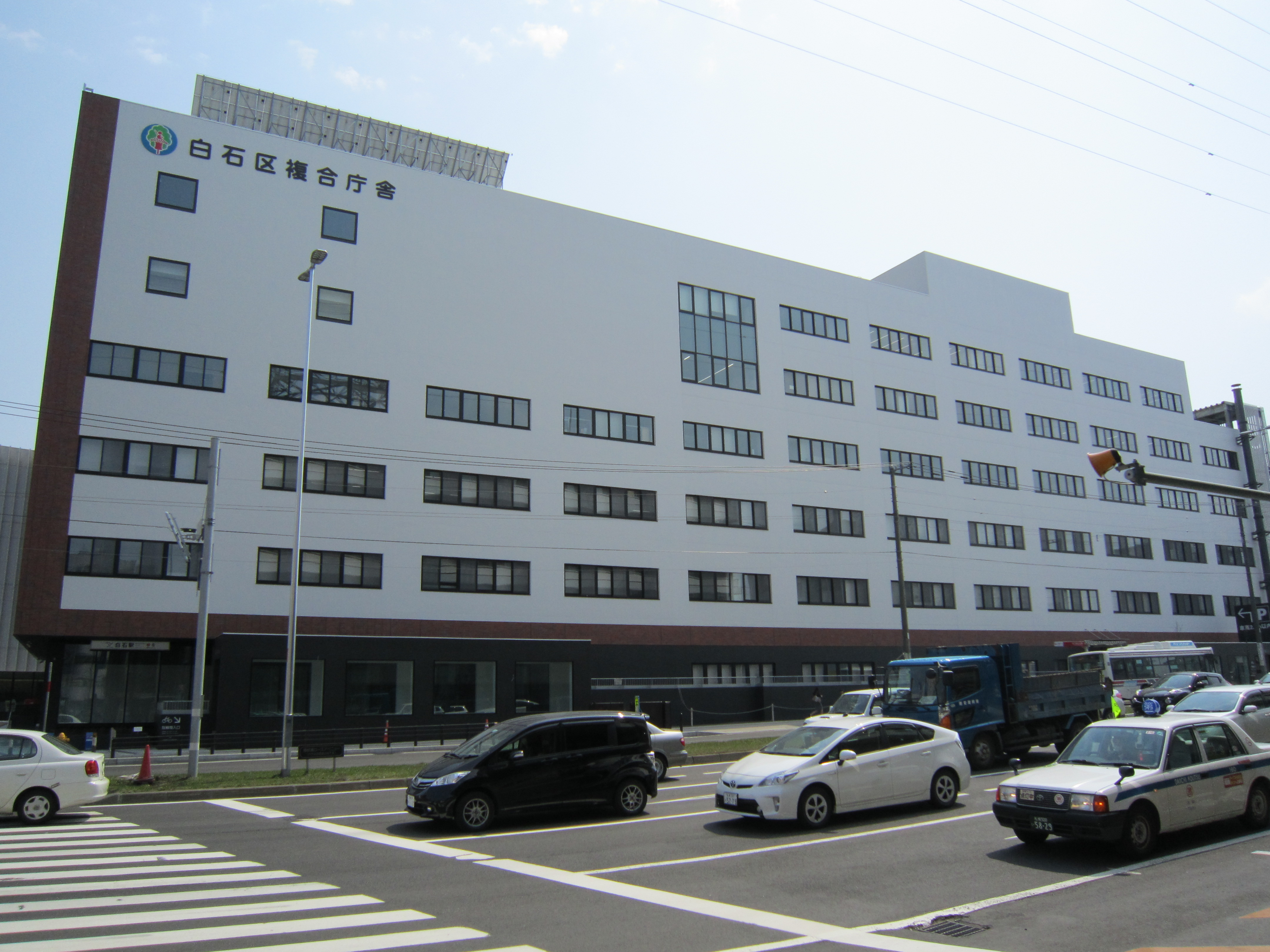
Rathaus von Shiroishi-ku
Kawashimo-Park
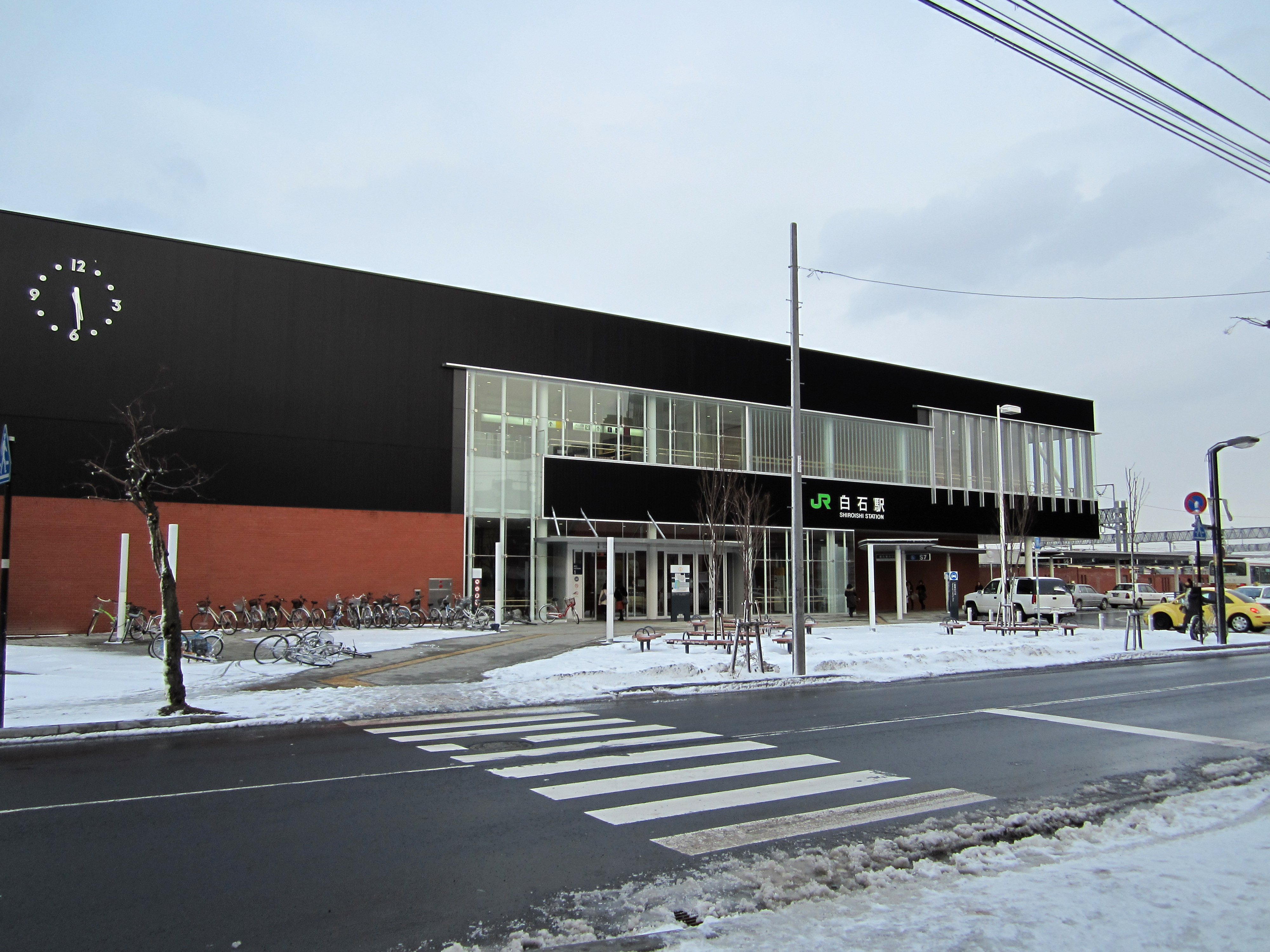
Bahnhof Shiroishi
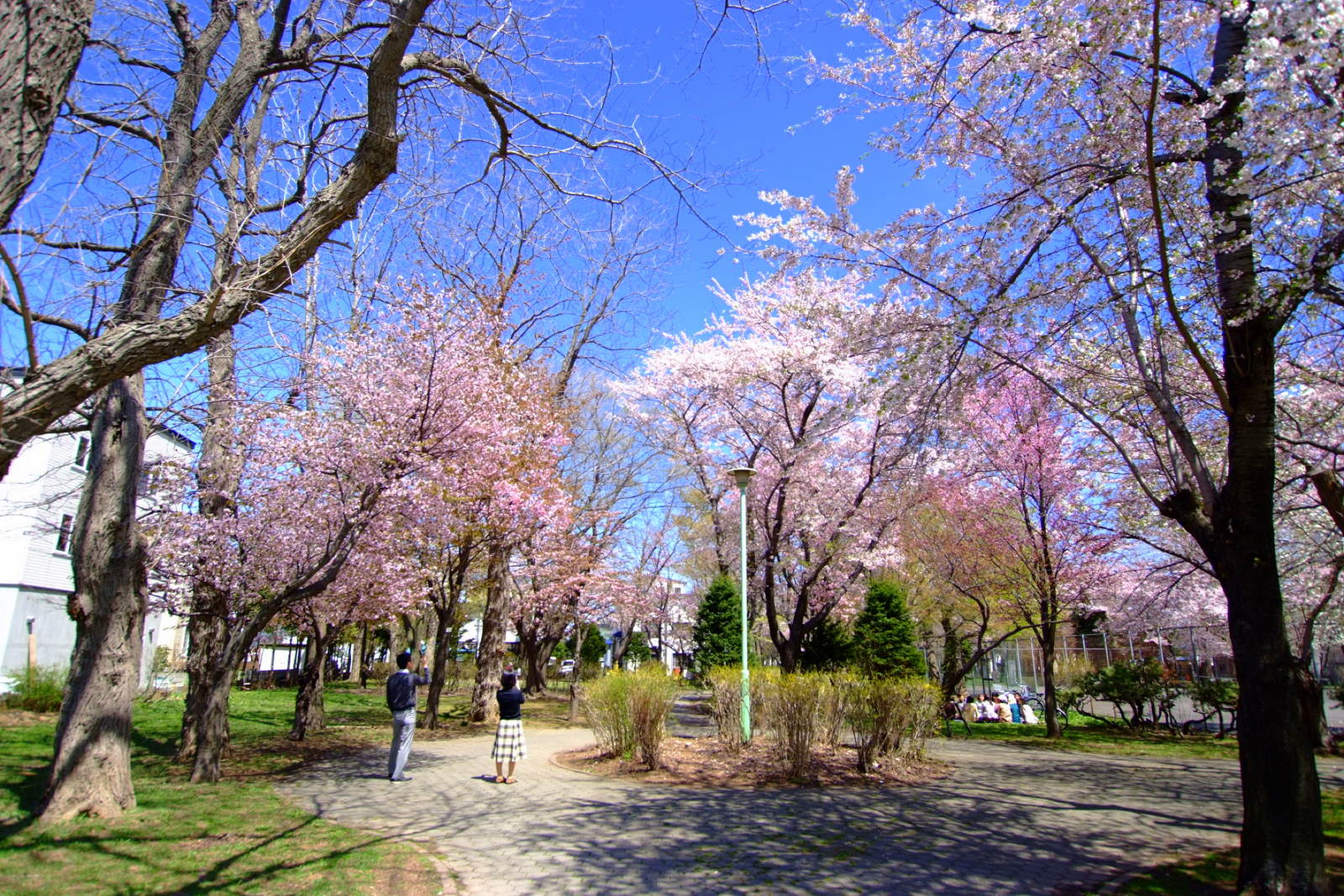
Shiroishi-Park